# みんなのうた2
『みんなのうた2』（みんなのうたツー）は、日本の歌手・ミドリカワ書房の3枚目のオリジナルアルバム。2007年2月21日に桜桃社より発売された。

## 概要
初回限定盤と通常盤の2形態で発売。初回限定盤はCD+DVD、通常盤はCDのみ。DVDには全曲のミュージック・ビデオが収録されており、総監督は児玉裕一が務めた。アートディレクターは畠山香織。
偶数曲にはミドリカワ書房の楽曲、奇数曲にはバラエティ番組で意気投合したという劇団ひとりのショートドラマが収録されている構成になっている。
前ミニアルバム『家族ゲーム』がやや温かな内容だったことの反動からか、ほとんどの曲が救いのない内容となっている。
所属するソニー・ミュージックエンタテインメントが「収録曲のうち「ドライブ」と「母さん」の2作品は犯した罪を反省していない加害者の観点で作詞されており、倫理上問題がある」と判断したことにより、今作はメジャーレーベルでのリリースが叶わず、インディーズレーベルからの発売となった。

## 収録曲

### CD
1. 〜行きたい、けど [1:11]
同窓会の参加を電話で断っている模様を収録。
2. 心 [4:11]
  - 作詞・作曲：緑川伸一 / 編曲：佐藤友亮

前アルバム『みんなのうた』収録曲「顔」の続編とも言える曲。整形手術をして美しい理想の顔になった女性が、周囲の男が手のひらを返したように寄ってくるようになったり、両親や手術前からの知人がよそよそしくなったりする反応を見て、真の幸せとは何かを苦悩する。
3. 〜命の尊さ [1:44]
教室の朝の会、先生が隣のクラスの子供が事故死したことを告げる。
4. ドライブ [4:12]
  - 作詞・作曲：緑川伸一 / 編曲：山下隆通

デート中、老女をひき逃げしたカップルが、逃避行の果てに逮捕されるまでを描いた曲。「母さん」と共にインディーズ発売となった要因となった曲。
5. 〜僕のお爺ちゃん [0:41]
「僕のおじいちゃん」というタイトルで、子供が教室で作文を発表する。
6. 恍惚の人 [6:22]
  - 作詞・作曲：緑川伸一 / 編曲：佐藤友亮

認知症で家族の顔などの記憶をたまになくしてしまう老人の悲哀を描いた曲。
7. 〜大変なんだぞ [0:47]
万引きで捕まった息子をひきとって一緒に帰る警察官の父。
8. OH! Gメン [4:56]
  - 作詞・作曲：緑川伸一 / 編曲：佐藤友亮

万引きで捕まえた主婦と女子高生の取調べの様子を歌にした曲。ロカビリー調。
9. 〜若手俳優の逆襲 [1:01]
俳優に怒鳴り散らし、逆襲される映画監督。
10. 遺言 〜「日本以外全部沈没」のテーマ〜 [4:30]
  - 作詞・作曲：緑川伸一 / 編曲：寺岡呼人

映画『日本以外全部沈没』テーマ曲。想いを遺して国とともに消えていく男の遺言を歌った曲。
11. 〜男復活祭 [0:56]
世間話をするオカマ。
12. 恋に生きる人 [4:19]
  - 作詞・作曲：緑川伸一 / 編曲：山下隆通

恋をすることに憧れつつも自分には恋する資格すらないと考える男の歌。
13. 〜俺だよ、俺 (1:45)
オレオレ詐欺をする男。
14. 上京十年目 神にすがる [4:08]
  - 作詞・作曲：緑川伸一 / 編曲：佐藤友亮

オレオレ詐欺をやっている自分に嫌気がさしながらもやめられない男の歌。
15. 〜必死に言い訳 [0:45]
バーで必死に言い訳をする売れないホスト。
16. 昨日 [5:28]
  - 作詞・作曲：緑川伸一 / 編曲：佐藤友亮

女性客に買われて身体を売るホストが自暴自棄になる内容の歌。
17. 〜粋じゃないね [0:57]
ナンパをする初老の男。
18. リンゴガール [4:07]
  - 作詞・作曲：緑川伸一 / 編曲：頑母堂

2ndシングル。隣に住んでいる女子大生と駆け出しの漫画家の交流を描いた曲。自他共認めるミドリカワ書房の曲の中で最も人気のある曲である。続編に「彼は昔の彼ならず」という曲が存在する。
19. 〜度々伝言 [1:29]
留守番電話に入れられた父からのメッセージ。
20. 母さん [5:08]
  - 作詞・作曲：緑川伸一 / 編曲：寺岡呼人 / 弦編曲：弦一徹

「ドライブ」と共に当アルバムがインディーズでリリースされる一因となった、アルバム中で最大の問題作。「刑の執行を翌週に控えた死刑囚が母親に書いた手紙」がテーマ。もともと前ミニアルバム『家族ゲーム』に収録予定だったが、このときはあまりの内容からやむなくインストゥルメンタル曲として収録されたという曰く付きの曲でもある。
バックミュージシャンとして、寺岡呼人（ギター）、亀田誠治（ベース）、鈴木英哉 (Mr.Children)（ドラム）、弦一徹ストリングスが参加している。

### 初回限定盤付属DVD
Music Video
1. OH! Gメン
2. 上京十年目 神にすがる
3. リンゴガール
4. 恋に生きる人
5. 昨日
6. 心
7. 母さん
8. ドライブ
9. 恍惚の人
10. 遺言 〜「日本以外全部沈没」のテーマ〜

## 参加ミュージシャン
- 緑川伸一：A. Guitar (#10, #12, #18, #20), Ukulele (#18), Chorus (#2, #4, #12)
- 設楽博臣：Guitar (#4, #8), E. Guitar (#12, #16), A. Guitar (#2, #6, #14)
- 佐藤友亮：Piano (#2, #4, #6), Harpsichord (#8), Melodica (#14), Organ (#16), Drum (#2, #4, #6, #8, #12, #14, #16), Perc. (#8, #14)
- 時光真一郎：Bass (#2, #6, #8, #16), Wood Bass (#14)
- 藤堂ストリングス：Strings (#2, #6)
  - 藤堂昌彦：Violin (#2, #6)
  - 北川菜美子：Violin (#2, #6)
  - 榎戸崇浩：Viola (#2, #6)
  - 結城奏礼鳴：Cello (#2, #6)
- 平井志帆：Chorus (#2)
- 田中亮輔：Bass (#4, #12)
- チロ (from SOULGUMBO)：Trumpet (#8, #16)
- 山崎千裕：Chorus (#8)
- 本間ひろみ：Chorus (#8)
- 西澤寿美：Chorus (#8)
- シモン (from SOULGUMBO)：E. Guitar (#10, #18)
- 伊藤隆博：Piano (#10)
- 美久月千晴：Bass (#10)
- 島村英二：Drum (#10)
- 伊東ミキオ：Organ (#12), Synth (#12)
- 緑川詐欺団：Clap (#14), OLE!! (#14)
- にしやん (from SOULGUMBO)：Saxophone (#16)
- ヒロ (from SOULGUMBO)：Trombone (#16)
- みぎっちょ (from SOULGUMBO)：Bass (#18)
- じんじん (from SOULGUMBO)：Drum (#18)
- カトちゃん (from SOULGUMBO)：Keyboards (#18)
- ドラゴン♀ヨシコ (from SOULGUMBO)：Chorus (#18)
- 寺岡呼人：E. Guitar (#20)
- 亀田誠治：Bass (#20)
- 鈴木英哉：Drum (#20)
- 上杉洋史：Keyboards (#20)
- 弦一徹ストリングス：Strings (#20)